# Útok na Pearl Harbor
Útok na Pearl Harbor byl překvapivý úder japonského císařského námořnictva proti námořní základně Spojených států amerických v Pearl Harboru na Havajských ostrovech v neděli ráno 7. prosince 1941 (8. prosince v Japonsku). Cílem akce bylo vyřadit americké Tichomořské loďstvo v úvodu expanze Japonského císařství do zámořských území Spojeného království, Nizozemského království a Spojených států.
Šest letadlových lodí viceadmirála Čúiči Naguma vyslalo ráno 7. prosince (Havajského času) dvě útočné vlny, čítající celkem 353 letadel, proti základně amerického Tichomořského loďstva v Pearl Harboru na Oahu. V přístavu bylo potopeno nebo poškozeno všech osm kotvících bitevních lodí, avšak pouze USS Arizona a USS Oklahoma byly odepsány jako totální ztráta. Dále byly potopeny nebo poškozeny tři křižníky, tři torpédoborce, cílová cvičná loď a minonoska. Byla napadena i letiště na Oahu a zničeno 188 letadel a 155 dalších poškozeno. Celkem přišlo o život 2403 mužů a 1282 jich bylo zraněno. Japonci ztratili 29 letadel a pět miniponorek, 65 námořníků a letců bylo zabito nebo zraněno, jeden japonský námořník byl zajat.
Japoncům se ale nepodařilo zničit ani jednu americkou letadlovou loď, neboť všechny byly v době útoku mimo přístav. Také přístavní zařízení včetně loděnic a nádrží paliva zůstalo téměř nepoškozeno, a tak Pearl Harbor mohl být i nadále využíván jako námořní základna. Jak se později během války ukázalo, tíha bojů měla ležet na letadlových lodích a bitevní lodě – které byly většinou (6 z 8) opraveny a opět zařazeny do služby – začaly ztrácet na důležitosti.
Důsledkem tohoto útoku byl vstup USA do druhé světové války na straně spojenců a vyhlášení války Japonsku následující den. Dne 11. prosince 1941 vyhlásily Německo a Itálie válku Spojeným státům.

## Příčiny japonské agrese

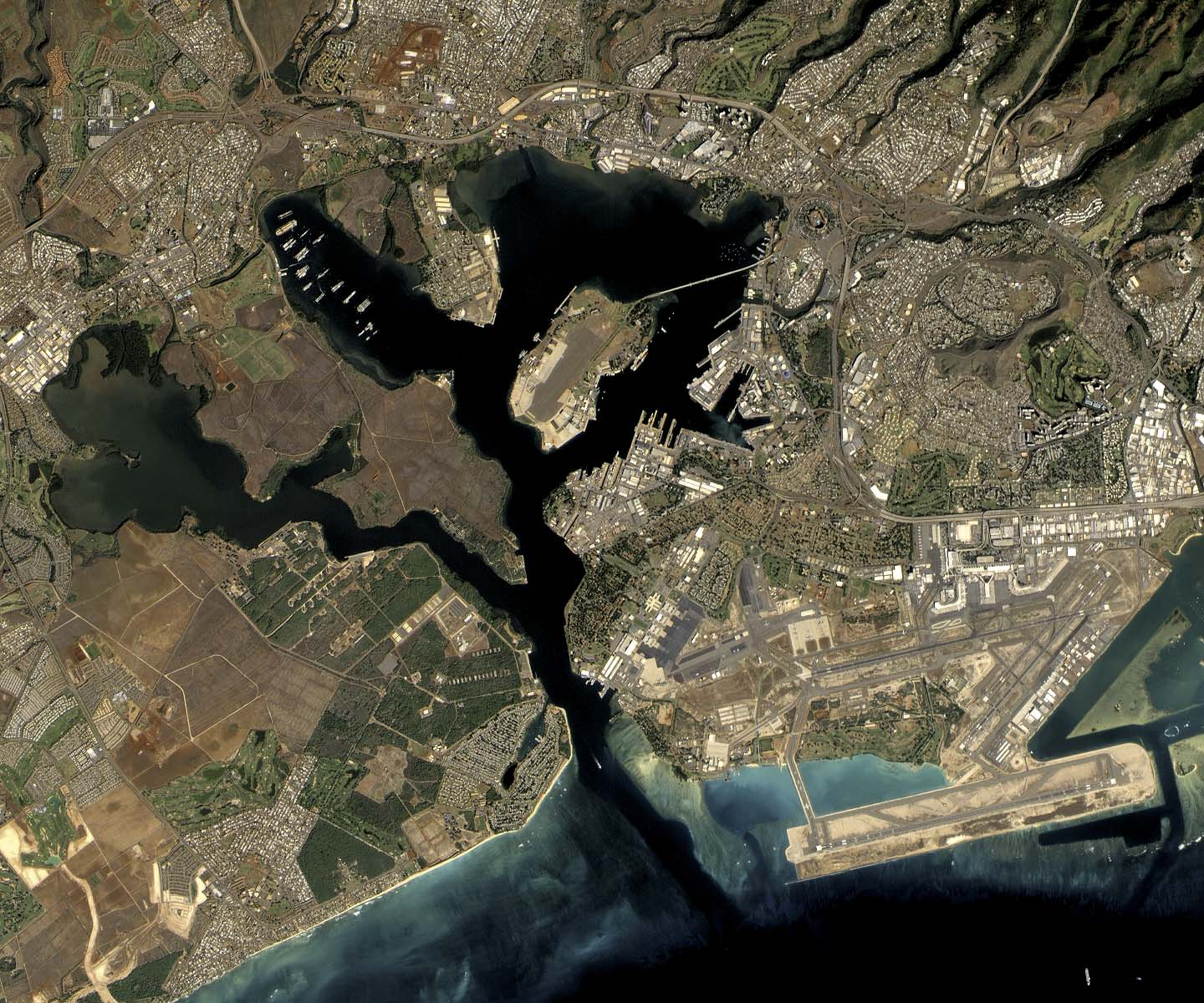
Letecký snímek Pearl Harboru v roce 2000

Důvody, jež vedly Japonsko k útoku na Pearl Harbor, lze najít již v 19. století. Tehdy začalo císařství hledat nová území a kolonie. Roku 1874 podniklo Japonsko trestnou výpravu na Tchaj-wan a vynutilo si na Číně odškodné za vraždu japonských námořníků. Poté donutilo korejského krále umožnit přístup japonským obchodníkům do své země. Roku 1894 Japonci vpadli na Korejský poloostrov, z kterého vytlačili Číňany a obsadili jižní Mandžusko. Po této porážce byla Čína roku 1895 nucena Japoncům předat také ostrov Tchaj-wan. Roku 1904 napadli Rusko a podařilo se jim dobýt Port Arthur a porazit baltské loďstvo, které proti nim vyslal car Mikuláš II. Tato Pyrrhova vítězství však Japonsko stála kolem 200 000 mrtvých a zcela ho ekonomicky vyčerpala. Mír pomohl sjednat americký prezident Theodore Roosevelt.
Během I. světové války bylo Japonsko na straně Dohody a roku 1920 získalo pod svoji správu Mariany, Karolíny a Marshallovy ostrovy. Během hospodářské krize došlo ke zhroucení mezinárodního obchodu, na kterém bylo Japonsko závislé. Pokud se tedy chtělo udržet mezi velmocemi, muselo Japonsko získat nové trhy a zdroje surovin. Proto začalo expandovat na sever. Prvním krokem byl Mukdenský incident z 18. září 1931, jenž poskytl záminku k obsazení zbytku Mandžuska a agresi vůči Číně. Když se Japonsko pokusilo v letech 1938 a 1939 zaútočit na SSSR, utrpěla jeho Kuantungská armáda dvě těžké porážky v bitvách v okolí jezera Chasan a v bitvě na řece Chalchyn.
Když tedy myšlenka „útoku na sever“ nevyšla, obrátila se pozornost na jih. Roku 1940 vyhlásil americký prezident Franklin Delano Roosevelt zákaz vývozu železného šrotu do Země vycházejícího slunce. Od srpna 1941 se pokoušel japonský velvyslanec admirál Kičisaburó Nomura dojednat se státním tajemníkem Cordellem Hullem řešení. Japonsko požadovalo uznání „Velké východoasijské sféry společného rozkvětu“, což USA odmítaly. Na to Japonsko reagovalo 27. září 1940 vstupem do Paktu tří. V červenci 1941 japonská armáda obsadila Francouzskou Indočínu. F. D. Roosevelt nechal 28. července 1941, jako reakci na tento čin, zmrazit japonská aktiva v amerických bankách, uzavřít americké přístavy pro japonské lodě a spolu s Británií a Nizozemskem přerušit dodávky ropy pro Japonsko. Po zavedení embarga na ropu začalo Japonsko denně odčerpávat ze svých ropných rezerv 28 000 tun. Nyní muselo Japonsko ustoupit tlaku USA nebo zaútočit. Dne 17. října 1941 odstoupil premiér Fumimaro Konoe a na jeho místo nastoupil generál Hideki Tódžó. Ten se nebránil diplomatickému řešení, ale v případě neúspěchu byl odhodlán dosáhnout svých cílů pomocí vojenské síly.

## Přípravy na útok

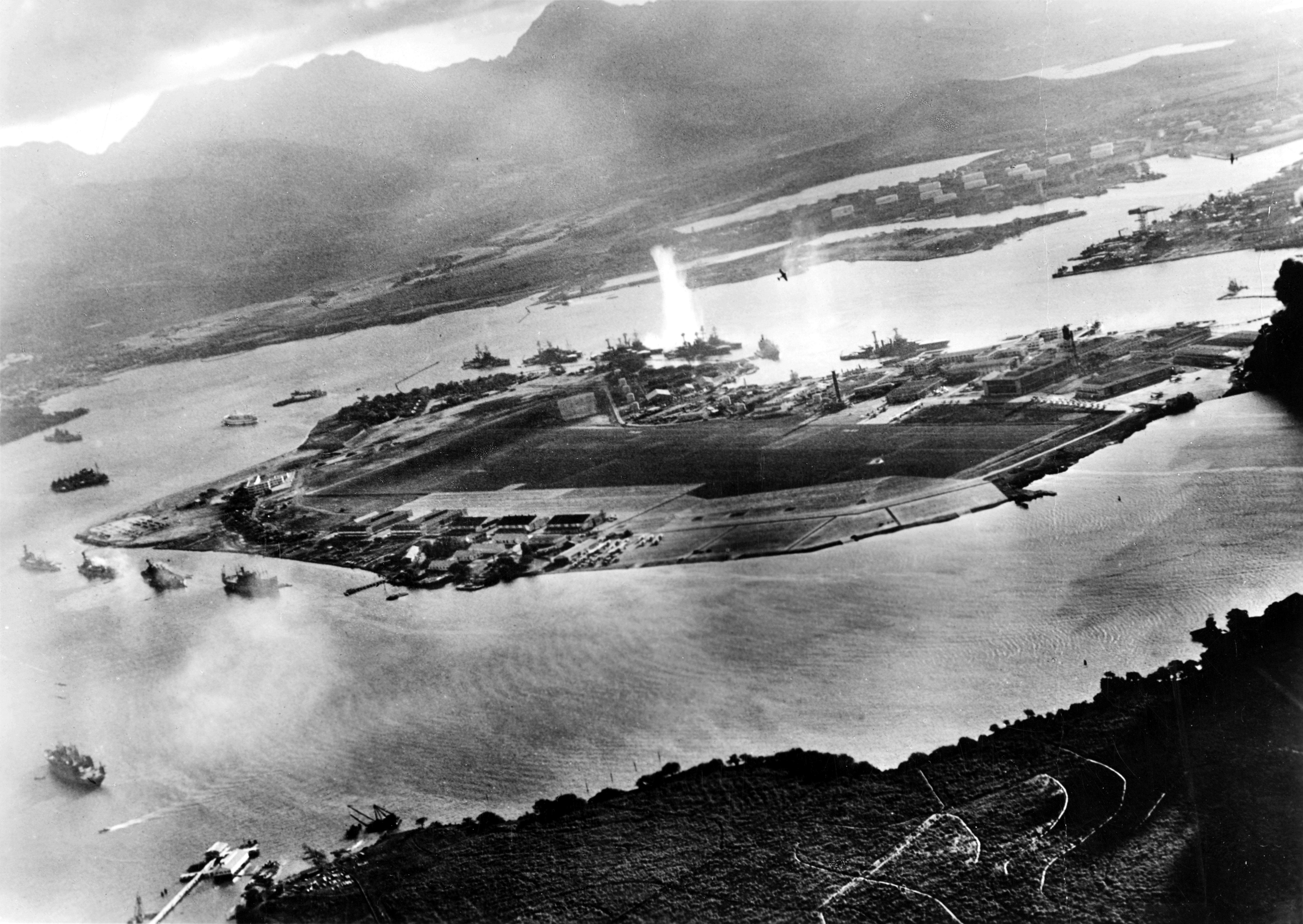
Pohled na přístav z japonského letadla

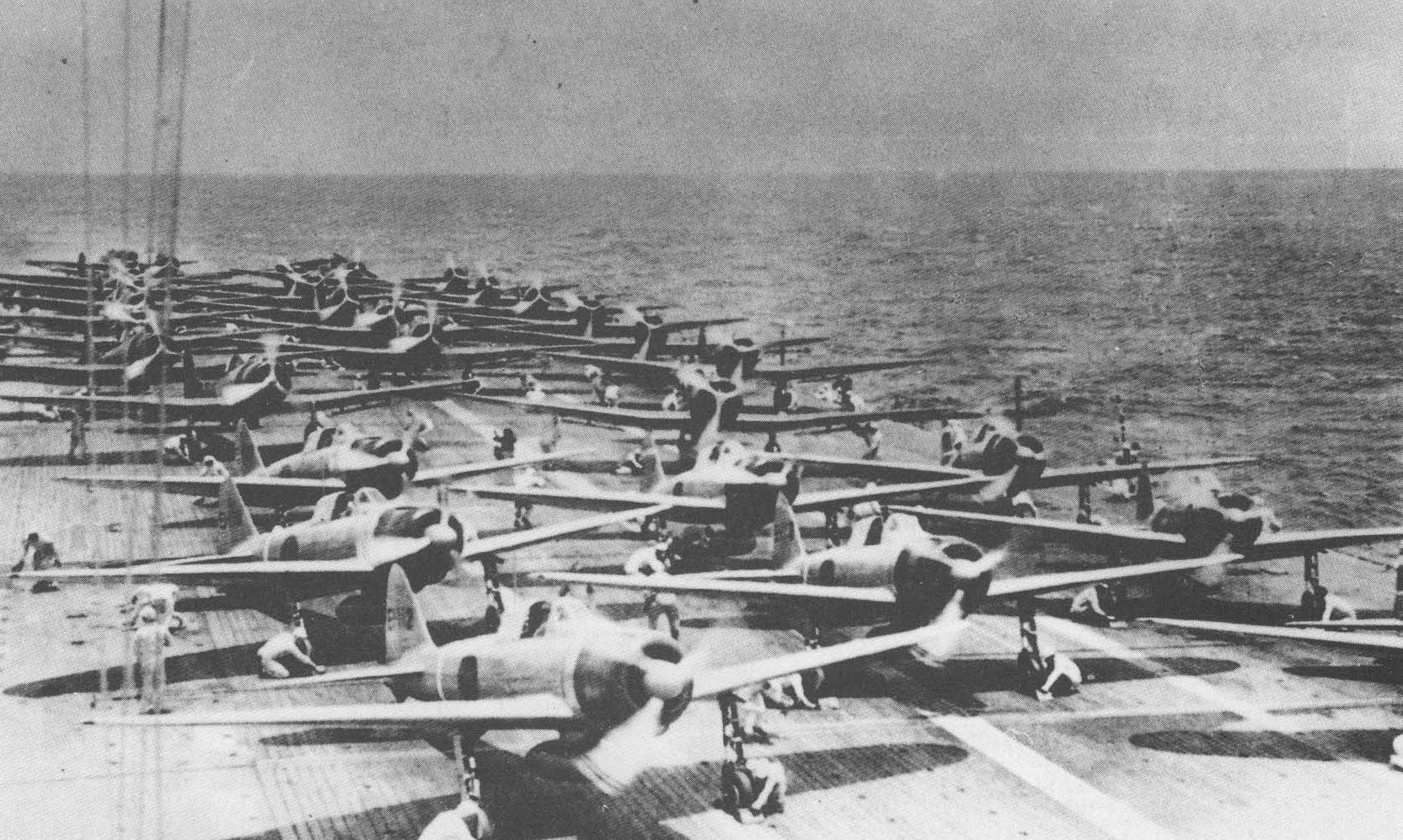
Japonské úderné letecké svazy připravené k útoku

Japonští stratégové se možností leteckého útoku na zakotvené lodě v přístavu zaobírali minimálně od jara 1940. Námořní vojenské hry, které se konaly v dubnu a květnu 1940 ukázaly, že takový letecký úder může zajistit rozhodující vítězství.
Dne 11. listopadu 1940 vzlétlo z britské letadlové lodě HMS Illustrious jednadvacet letounů, jež zaútočily na italské loďstvo kotvící v přístavu Taranto. Podařilo se jim zasáhnout bitevní lodě Conte di Cavour, Littorio, Caio Duilio, těžký křižník Trento a torpédoborec Libeccio. Kromě toho byly zasaženy zásobníky ropy a hangáry hydroplánů.
Tento útok potvrdil admirálovi Isoroku Jamamotovi předchozí výsledky válečných her a proveditelnost útoku na Pearl Harbor. Zde se nalézala základna americké Tichomořské floty, jejíž součástí byly i letadlové lodě. Plánování se zúčastnil náčelník štábu Šigeru Fukudome, kontradmirál Takidžiró Óniši, fregatní kapitán Minoru Genda a Micuo Fučida. Hlavní problém představovala letecká torpéda Typ 91 Model 2, jež se při shozu potápěla do hloubky kolem 20 m, a tudíž by v Pearl Harboru uvízla na dně nebo předčasně explodovala. Požadavku potopení jen do 10 až 12 metrů bylo dosaženo přidáním dřevěných stabilizátorů. Datum útoku bylo stanoveno na 7. prosinec 1941 (8. prosinec japonského času).
Přestože v té době už americká odposlechová služba zachytila všechny zásadní japonské depeše týkající se rozsahu a termínu japonského útoku, měla COMINT stanoveny jiné priority a k dekódování a překladu depeší šifrovaných klíčem JN-25 chyběly lidské zdroje. Souhrou vícero dalších okolností se ani další předešlé informace o japonském útoku vůbec nedostaly k admirálovi amerického vojenského námořnictva
Husbandu Kimmelovi (ten byl označen Robertsovou komisí spolu s velitelem pozemních sil generálem Waltrem Shortem za hlavního viníka katastrofy, teprve v roce 1999 americký Senát očistil jeho s tím, že se k admirálovi nedostaly zásadní informace, které měl k dispozici Washington).
Úderný svaz lodí viceadmirála Čúiči Naguma vyplul 26. listopadu 1941 z kotviště v zálivu Hitokappu na ostrově Iturup. Svaz se skládal ze šesti letadlových lodí (Akagi (vlajková loď admirála Naguma), Kaga, Sórjú, Hirjú, Šókaku a Zuikaku), osmi tankerů, dvou bitevních lodí (Hiei a Kirišima), tří křižníků (těžké Tone a Čikuma a lehký Abukuma), torpédoborců (Isokaze, Urakaze, Tanikaze, Hamakaze, Arare, Kasumi, Kageró, Širanui, Akigumo) a ponorek. 2. prosince obdržel Nagumo od Jamamota zprávu: „Niitakajama nobore 1208“ (Vystupte na horu Niitaka 1208, 新高山ノボレ一二〇八). Tato zpráva potvrzovala 8. prosinec (japonského času) jako datum útoku na Pearl Harbor.
Dne 5. prosince zachytila americká odposlechová služba meteorologické hlášení „Higaši no kaze ame“ (Východní vítr, déšť), což byl japonský kód pro válku s USA. Vrchní velitel amerického námořnictva admirál Harold L. Stark, jenž obdržel hlášení o tomto hesle, mu nevěnoval náležitou pozornost. Druhý den byl zachycen a přeložen telegram určený velvyslanci Nomurovi. Tento se již dostal přímo k prezidentu Rooseveltovi. Protože admirál Stark byl v opeře, nechal prezident poradu na 7. prosinec.
7. prosince ve 13:00 hodin (EST) měl předat velvyslanec Nomura japonskou nótu o vyhlášení války státnímu tajemníkovi Hullovi. Jelikož ale v danou hodinu nebyla nóta přeložena celá, podařilo se ji Nomurovi předat až ve 14:20, kdy už byl Pearl Harbor napaden.

## Útok na Pearl Harbor

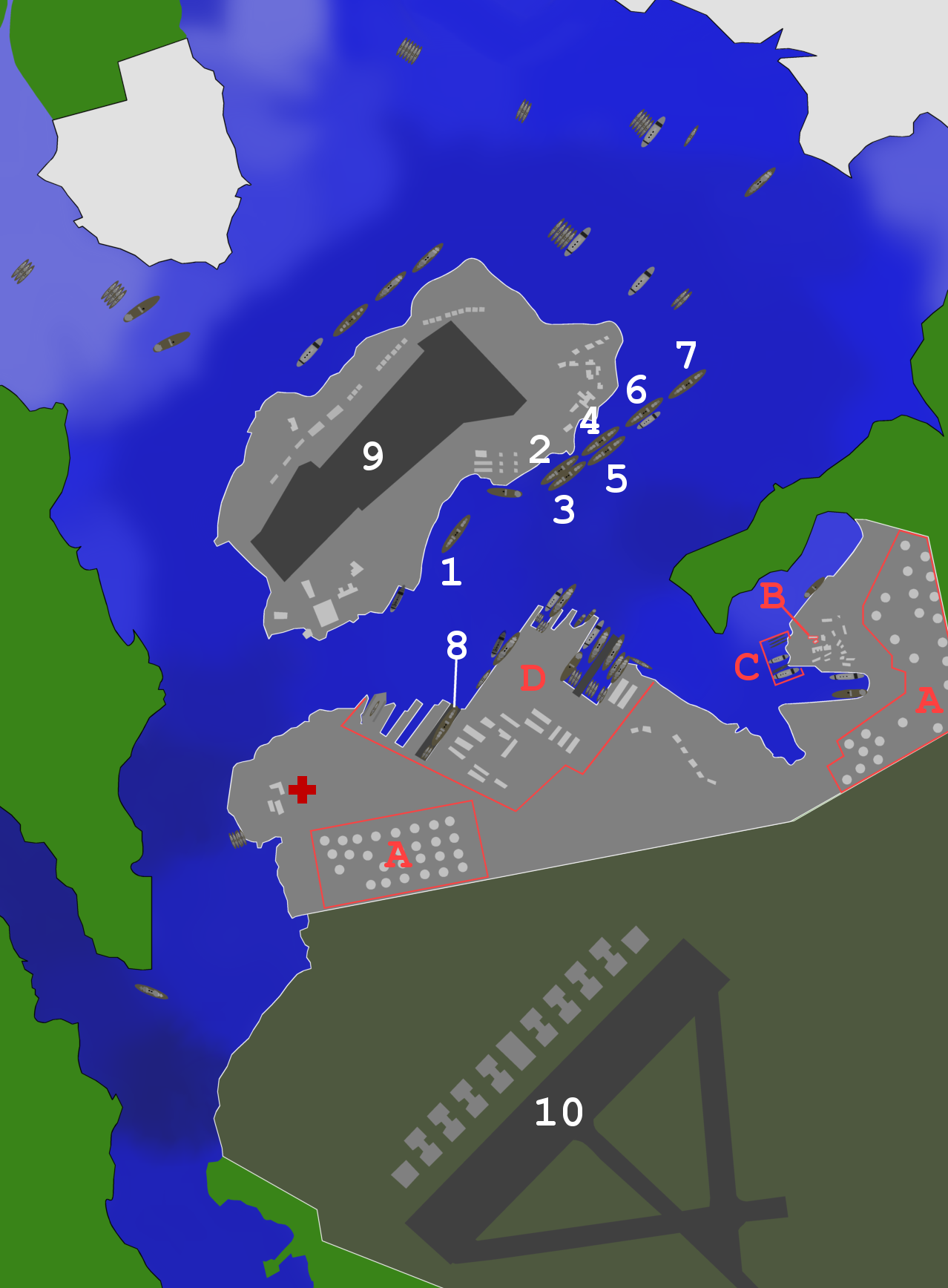
Pearl Harbor 7. prosince 1941:
1 – USS California
2 – USS Maryland
3 – USS Oklahoma
4 – USS Tennessee
5 – USS West Virginia
6 – USS Arizona
7 – USS Nevada
8 – USS Pennsylvania
9 – námořní letecká základna Ford Island
10 – armádní letiště Hickam
A – palivové nádrže
B – velitelství tichomořského loďstva
C – ponorková základna
D – loděnice

Dne 7. prosince dosáhl japonský útočný svaz pozice 26° s. š., 158° z. d., odkud měl být proveden útok na Pearl Harbor.
- 0:42 – ponorka I-16 vypustila svoji miniponorku k útoku na Pearl Harbor[8]
- 1:16 – ponorka I-22 vypustila svoji miniponorku[9]
- 2:15 – ponorka I-18 vypustila svoji miniponorku[10]
- 2:57 – ponorka I-20 vypustila svoji miniponorku[11]
- 3:33 – ponorka I-24 vypustila svoji miniponorku HA-19[12]
- 4:08 – americký torpédoborec USS Ward ověřuje hlášení o ponorce z minolovky USS Condor. Ward nic nenašel.[11]
- 6:00 – odstartovala první vlna, která se skládala ze 40 torpédových Nakadžima B5N2 „Kate“, 51 střemhlavých Aiči D3A1 „Val“, 49 výškových bombardérů B5N2 „Kate“ a 43 stíhaček Micubiši A6M2 „Zero“. Velel jí fregatní kapitán (中佐 čúsa) Micuo Fučida.
- 6:37 – zjistil torpédoborec Ward přítomnost japonské miniponorky v přístavu. Catalina 14-P-1 od VP-14 shodila na pozici miniponorky dýmovnici. V 6:45 na ni Ward zahájil palbu. Jeden výstřel zasáhl věž ponorky. Poté se kapitán Outerbridge rozhodl použít hlubinné bomby. Po tomto útoku byla ponorka potopena.[11]
- 7:05 – operátoři mobilního radaru na Opaně spatřili na obrazovce radaru neidentifikovaná letadla.
- 7:10 – operátoři uvědomili velitelství na Fort Shafteru, kde jim bylo řečeno, že se jedná o letouny B-17.
- 7:15 – odstartovala druhá vlna složená z 80 střemhlavých D3A1 „Val“, 54 výškových bombardérů B5N2 „Kate“ a 36 stíhaček A6M2 „Zero“. Velel jí korvetní kapitán (少佐 šósa) Šigekazu Šimazaki.
- 7:39 – letadla první vlny se dostala do radarového stínu a zmizela z obrazovky radaru.
- 7:49 – Fučida vydal torpédovým letounům povel k útoku světlicí a jeho radista odvysílal signál „To-To-To“ (tosugekisejo – útočit).
- 7:53 – Fučida vyslal domluvené heslo „Tora, Tora, Tora“ (Tygr, Tygr, Tygr) oznamující dokonalý moment překvapení a úspěch operace.
- 7:55 – Japonci zahájili útok.
- 8:12 – admirál Kimmel vyslal zprávu do Washingtonu o japonském útoku.
- 8:50 – dorazila druhá vlna.
- 13:30 – admirál Čúiči Nagumo se i přes naléhání Fučidy rozhodl nevyslat třetí vlnu, ale vrátit se do Japonska.

Napadena nebyla pouze námořní základna, ale také tři letiště na ostrově (Kaneohe, Wheeler Field a Bellows Field). Na jejich obranu se podařilo postupně vzlétnout celkem čtrnácti stíhacím pilotům USAAF (ve strojích P-36 a P-40). Jako prvním se podařilo vzlétnout v 08:30 místního času poručíkům Kennethu M. Taylorovi a Georgi S. Welchovi.

## Ztráty

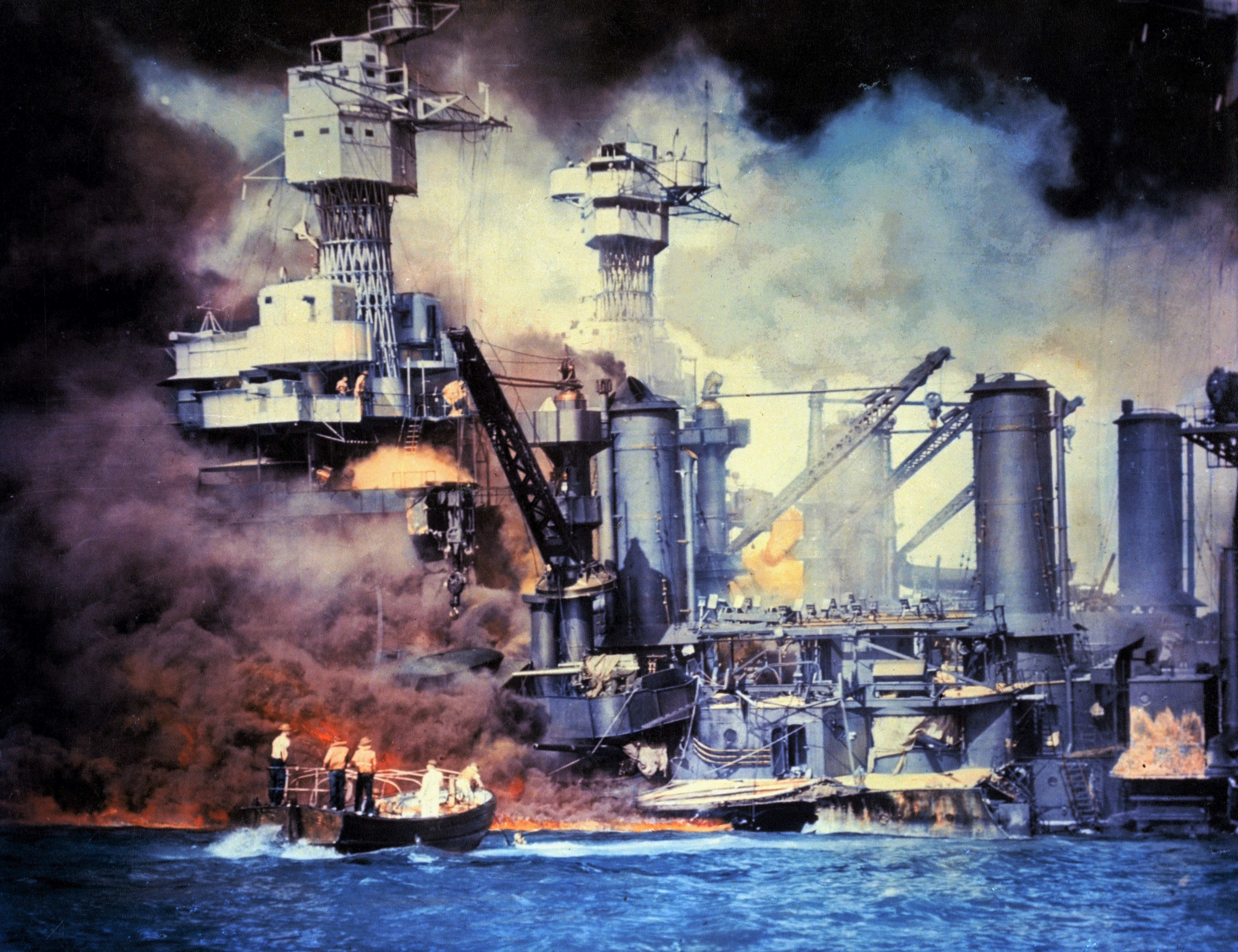
Záchrana přeživších z lodi USS West Virginia, zadní věž patří USS Tennessee

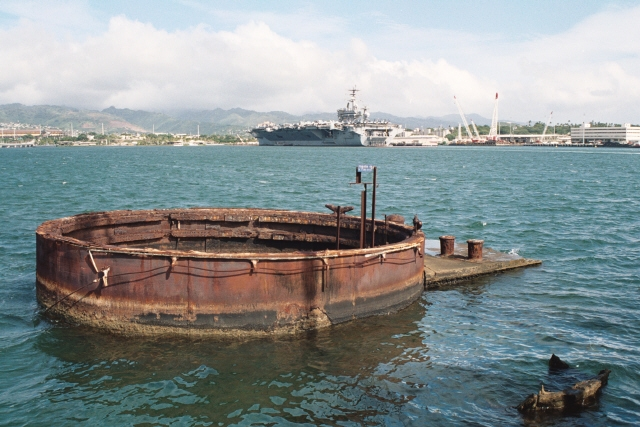
Vrak lodi USS Arizona v současnosti

### Japonsko
- padlo 55 členů leteckých posádek, 121 členů posádky ponorky I-70 a 9 členů posádek z 5 miniponorek
- zajat 1 člen posádky miniponorky
- ponorka I-70 (potopená 10. prosince letounem SBD Dauntless z USS Enterprise)
- 5 miniponorek
- nevrátilo se 9 stíhaček, 15 střemhlavých bombardérů a 5 torpédových letadel
- dalších 10–15 bylo shozeno z letadlových lodí pro poškození, 40–45 poškozeno, ale opraveno

### USA
- zemřelo 2388 Američanů, z toho 2340 příslušníků ozbrojených sil (1998 námořníků a 109 příslušníků námořní pěchoty, 233 vojáků a příslušníků armádního letectva) a 48 civilistů.[14]
- raněno bylo 867 námořníků a příslušníků USMC, 396 příslušníků armády a armádního letectva a 35 civilistů.
- 188 letadel zničeno a 159 poškozeno, z nichž 80% bylo opraveno.
- potopené lodě:
  - 4 bitevní lodě: USS Arizona (BB-39), USS California (BB-44), USS Oklahoma (BB-37), USS West Virginia (BB-48)
  - 1 torpédoborec: USS Shaw (DD-373)
  - 1 minonoska: USS Oglala (CM-4)
  - 2 remorkéry: USS Sotoyomo (ATA-121), USS YFD-2
  - 1 cílová terčová loď: USS Utah (AG-16) (ex BB-31)
- poškozené lodě:
  - 4 bitevní lodě: USS Nevada (BB-36), USS Pennsylvania (BB-38), USS Tennessee (BB-43), USS Maryland (BB-46)
  - 3 lehké křižníky: USS Helena (CL-50), USS Honolulu (CL-48), USS Raleigh (CL-7)
  - 3 torpédoborce: USS Cassin (DD-372), USS Downes (DD-375), USS Helm (DD-388)
  - 1 zásobovací loď pro hydroplány: USS Curtiss (AV-4)
  - 1 dílenská loď: USS Vestal (AR-4)

## Následky

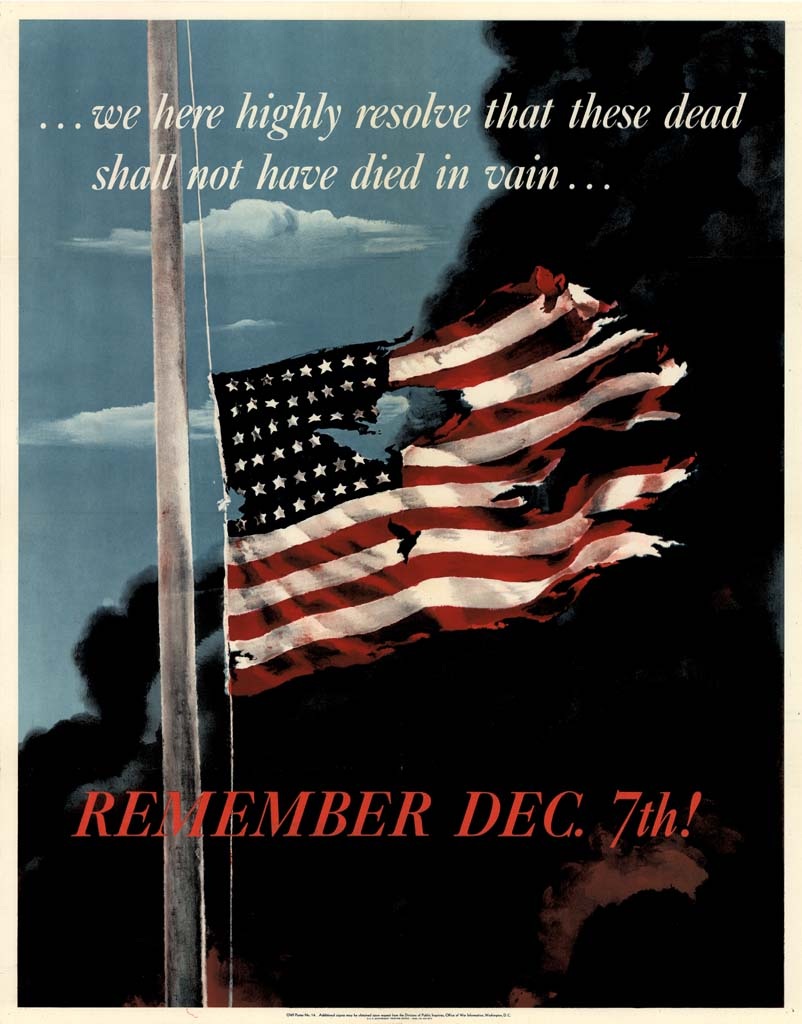
Americký propagační plakát navádějící k odplatě za útok

I přes zdrcující úspěch, jenž vyřadil námořní základnu na 6 měsíců, se Japoncům nepodařilo zničit ani jednu letadlovou loď, neboť všechny byly v době útoku mimo přístav. Vzhledem ke zhoršující se situaci v Tichomoří v době před japonským útokem odpluly letadlové lodě USS Enterprise a USS Lexington kotvící v Pearl Harboru k ostrovům Midway a Wake, kam dopravovaly letecké posily. Díky tomu se pak tyto letadlové lodě zúčastnily bitvy v Korálovém moři a později bitvy u Midway. Ostatní letadlové lodě, USS Wasp, USS Hornet a USS Yorktown, se nacházely v Atlantiku. USS Saratoga kotvila v San Diegu. 
Díky tomu, že se Japonci po dvou úspěšných vlnách leteckých útoků stáhli a nerealizovali třetí vlnu, zůstala v Pearl Harboru použitelná infrastruktura i zásoby. V roce 1964 měl admirál Nimitz prohlásit, že ztráty lodí a životů by byly mnohem větší v případě, že by se americký svaz bitevních lodí pokusil postavit flotile rychlejších japonských letadlových lodí na širém moři.
Útok na Pearl Harbor měl zásadní vliv na vývoj II. světové války. Vedl k tomu, že prezident Spojených států amerických F. D. Roosevelt 8. prosince 1941 oznámil vyhlášení války Japonsku, čímž přerostl původně evropský konflikt v konflikt celosvětový.

## Zkáza v obrazech

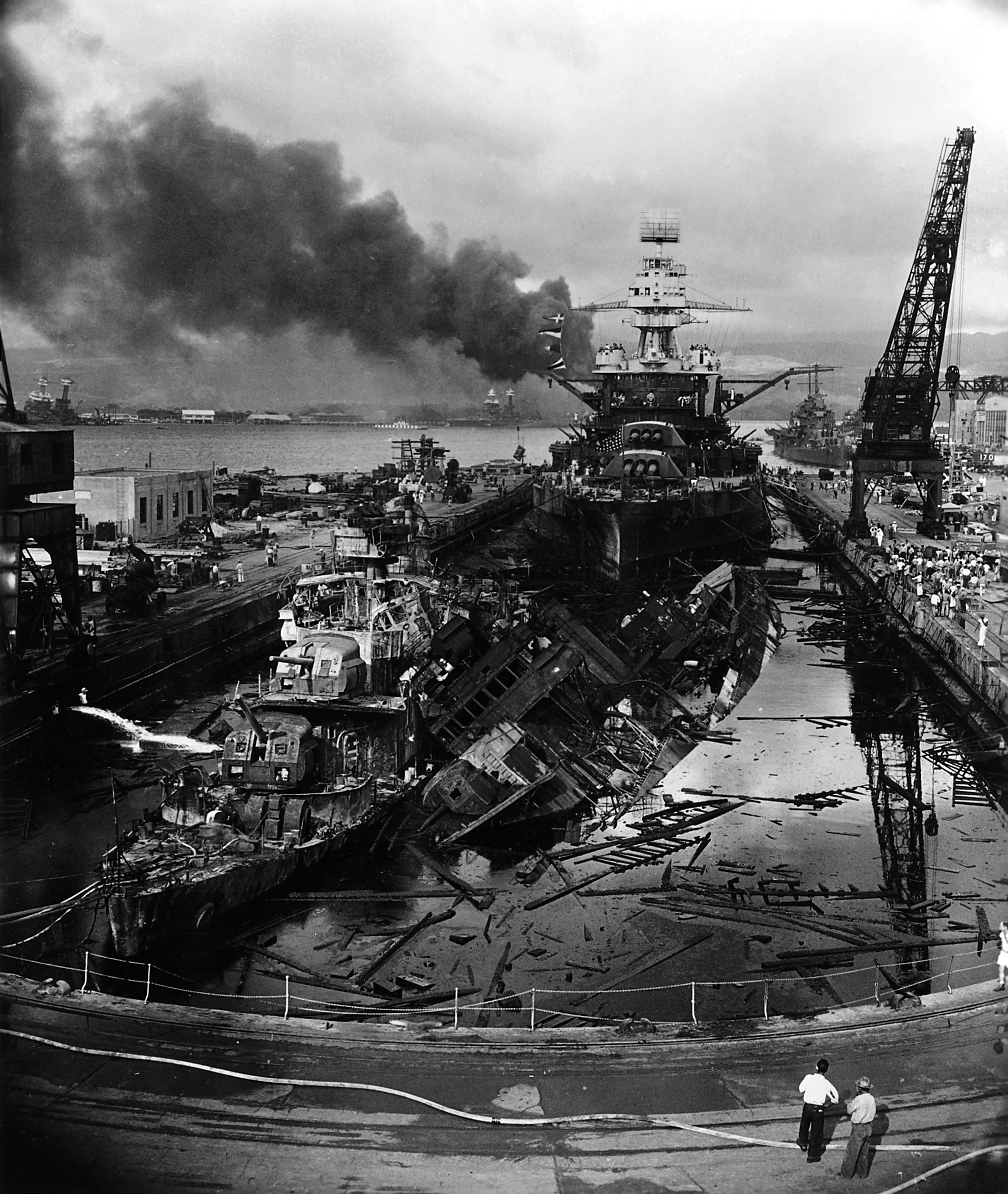
USS Pennsylvania, před níž jsou trosky torpédoborců USS Downes a USS Cassin
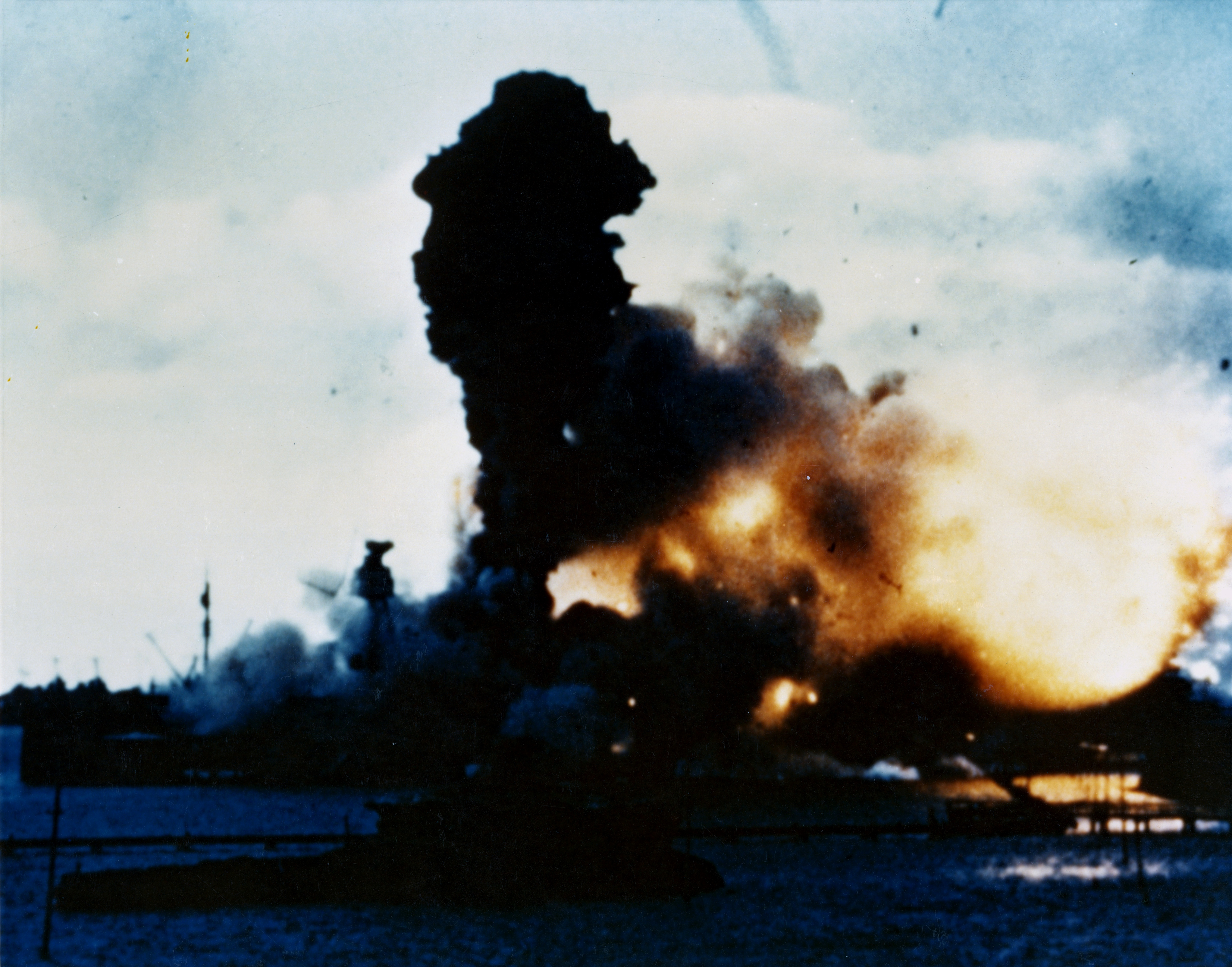
Výbuch lodi USS Arizona způsobený explozí naložené munice
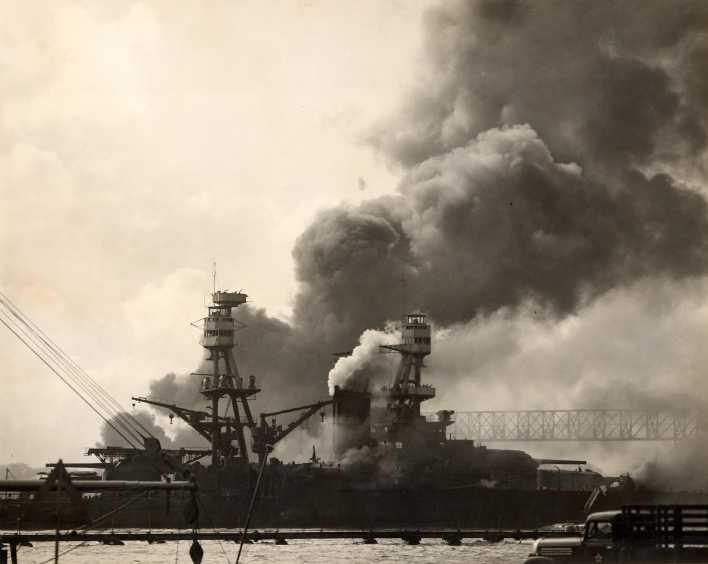
Posádka lodi USS Nevada se pokouší opustit přístav
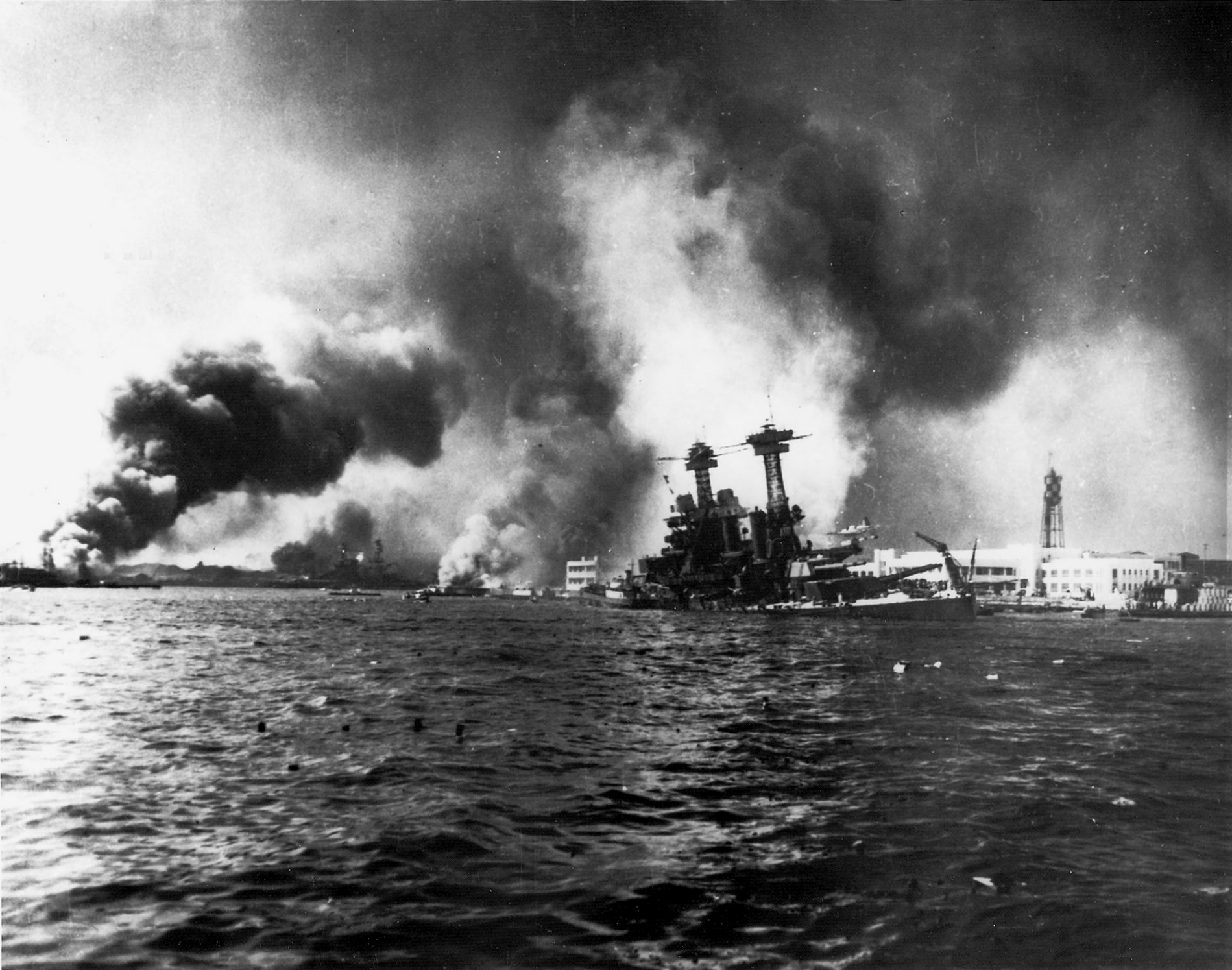
USS California se potápí
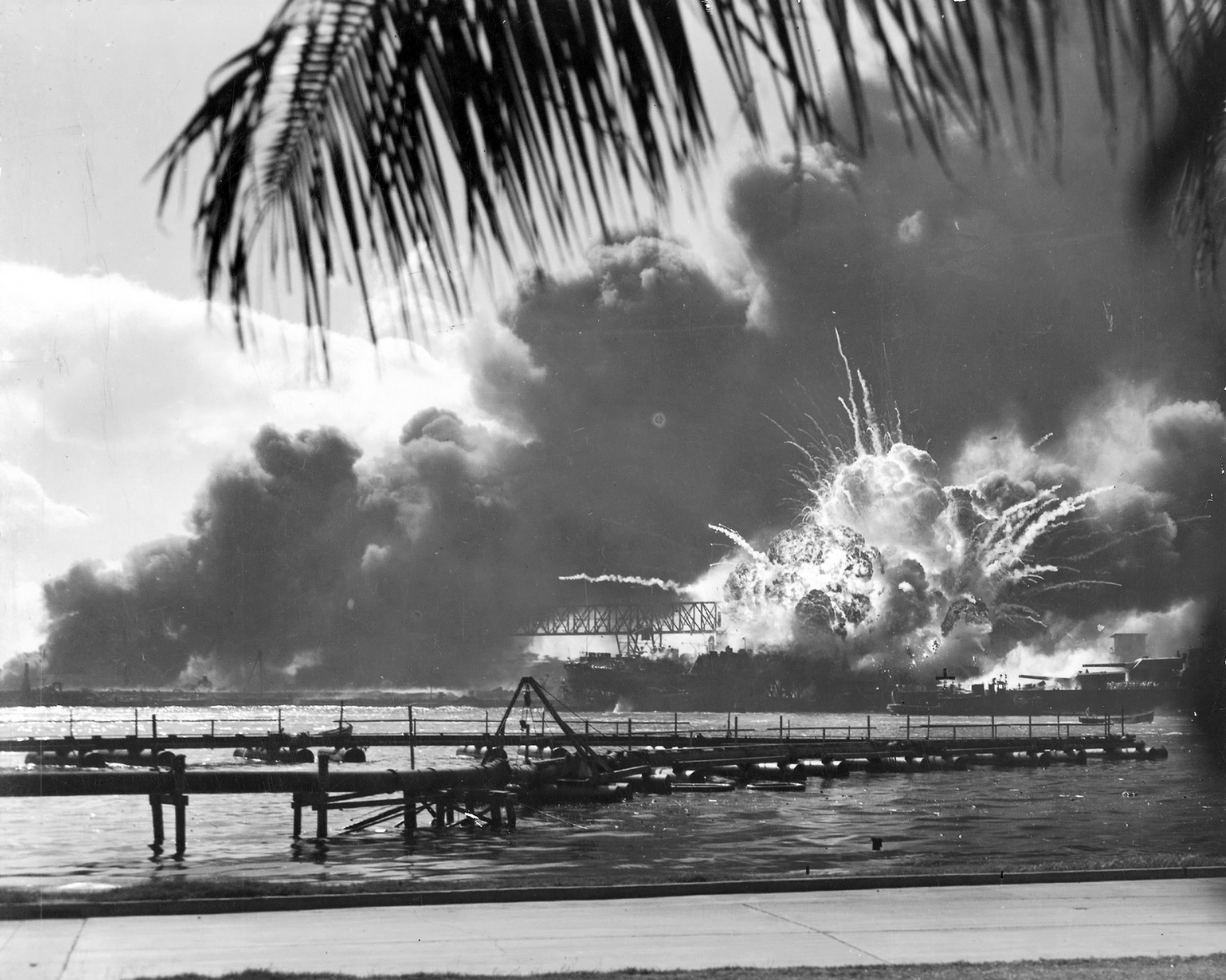
Výbuch torpédoborce USS Shaw

## Film
- Hrdinové z Pearl Harbouru; režie: Ruan Magan; Velká Británie, 2016, historický dokument 50 min[17]
- Pearl Harbor: Den poté; režie: Anthony Giacchino; USA / Velká Británie, 2011, historický dokument 88 min[18]
- Pearl Harbor: Místo útoku; režie: Kirk Wolfinger, Michael Rosenfeld; USA, 2001, historický dokument 52 min[19]
- Pravda o Pearl Harboru; režie: Christopher Spencer; Velká Británie, 2016, historický dokument 2x45 min[3]
- Tora! Tora! Tora!; režie: Kindži Fukasaku, Tošio Masuda, Richard Fleischer; USA, 1970, historický dokument 144 min[20]

#### V češtině
- Borovička, Michael: Pearl Harbor 1941. ISBN 80-7181-607-8
- Hoyt, Edwin P.: Válka letadlových lodí. ISBN 80-86278-49-2
- Hoyt, Edwin P.: Japonsko ve válce. ISBN 80-85954-83-4
- Hoyt, Edwin P.: Japonsko triumfuje. S. 32–42. ISBN 80-206-0692-0
- HRBEK, Ivan; HRBEK, Jaroslav. Krvavé oceány. Od plánu „Barbarossa“ k bitvě u Midway. Praha: Naše vojsko, 1994. 289 s. ISBN 80-206-0391-3.
- HUBÁČEK, Miloš. Pacifik v plamenech. 3. vyd. Praha: Mladá fronta, 1997. 436 s. ISBN 80-204-0642-5.
- Lord, Walter: Den hanby. ISBN 80-7106-542-0
- SCHOM, Alan. Americký orel proti vycházejícímu slunci. 1. vyd. Brno: Jota, 2005. ISBN 80-7217-344-8.
- SKŘIVAN, Aleš. Japonská válka 1931-1945. 1. vyd. Praha: Libri, 1997. ISBN 80-85983-28-1.
- VEJŘÍK, Lubomír. Vzestup a pád orlů Nipponu - Prolog. 1. vyd. Cheb: Svět křídel, 1994. ISBN 80-85280-26-4.
- VEJŘÍK, Lubomír. Vzastup a pád orlů Nipponu: Pearl Harbor, Tenno Heika Banzai (Druhý díl historie japonského letectva). Cheb: Svět křídel, 1995. ISBN 80-85280-35-3.

#### Cizojazyčná
- Pearl Harbor operations: General Outline of Orders and Plans. [s.l.]: [s.n.], 1960. (Japanese Monographs; sv. 97). Dostupné online. Dostupné také na: . (anglicky)
- The Pearl Harbor Papers: Inside the Japanese Plans. Příprava vydání Goldstein, Donald M. & Dillon, Katherine V.. Dulles: Brassey's, 2000. Dostupné online. ISBN 1-57488-222-8. (anglicky)
- MCWILLIAMS, Bill. Sunday in Hell: Pearl Harbor Minute by Minute. New York: E-Reads, 2011. Dostupné online. ISBN 978-1-61756-412-3. (anglicky)
- PRANGE, Gordon W.; GOLDSTEIN, Donald M.; DILLON, Katherine V. At Down We Slept: The Untold Story of Pearl Harbor. New York: Penguin Books, 1991. Dostupné online. ISBN 978-0-14-015734-5. (anglicky)
- ZIMM, Alan D. Attack on Pearl Harbor: Strategy, Combat, Myths, Deceptions. Havertown, PA: Casemate, 2011. Dostupné online. ISBN 978-1-61200-010-7. (anglicky)